# 苏莱浦口站
蘇萊浦口站（：／ Surae-pogu yeok */?）是水仁·盆唐線沿線的一座高架車站，位於韓國仁川廣域市南洞區論峴洞。本站過去稱為蘇萊站（소래역），1994年時隨水仁線停駛而關閉，2012年重新啟用。

## 車站結構
站體為2面2線側式月台的高架車站，候車月台設有月台幕門。

### 月台配置
| ↑ 月串     |
| \| １      |
| 仁川論峴 ↓ |

| 月台 | 路線                   | 目的地                                       |
| ---- | ---------------------- | -------------------------------------------- |
| 1    | ●首都圈電鐵水仁·盆唐線 | 松島、仁川方向                               |
| 2    | ●首都圈電鐵水仁·盆唐線 | 月串、烏耳島、水原、竹田、往十里、清涼里方向 |

## 歷史
- 1937年8月5日：蘇萊站（소래역）落成啟用。
- 1994年9月1日：水仁線區間停駛，本站關閉。
- 2012年6月30日：重新啟用。
- 2020年9月12日：首都圈電鐵水仁·盆唐線開通，車站編號由 K253 改為 K261。

## 車站周邊
- 蘇萊浦口港（朝鲜语：소래포구항）
- 蘇萊浦口綜合漁市場（朝鲜语：소래포구 종합어시장）
- 蘇萊鹽田（朝鲜语：소래염전）
- 彌鄒忽外國語高校
- 仁川古棧高校
- 論峴119消防安全中心
- 道路交通公團（朝鲜语：도로교통공단）仁川駕照試場

## 圖片

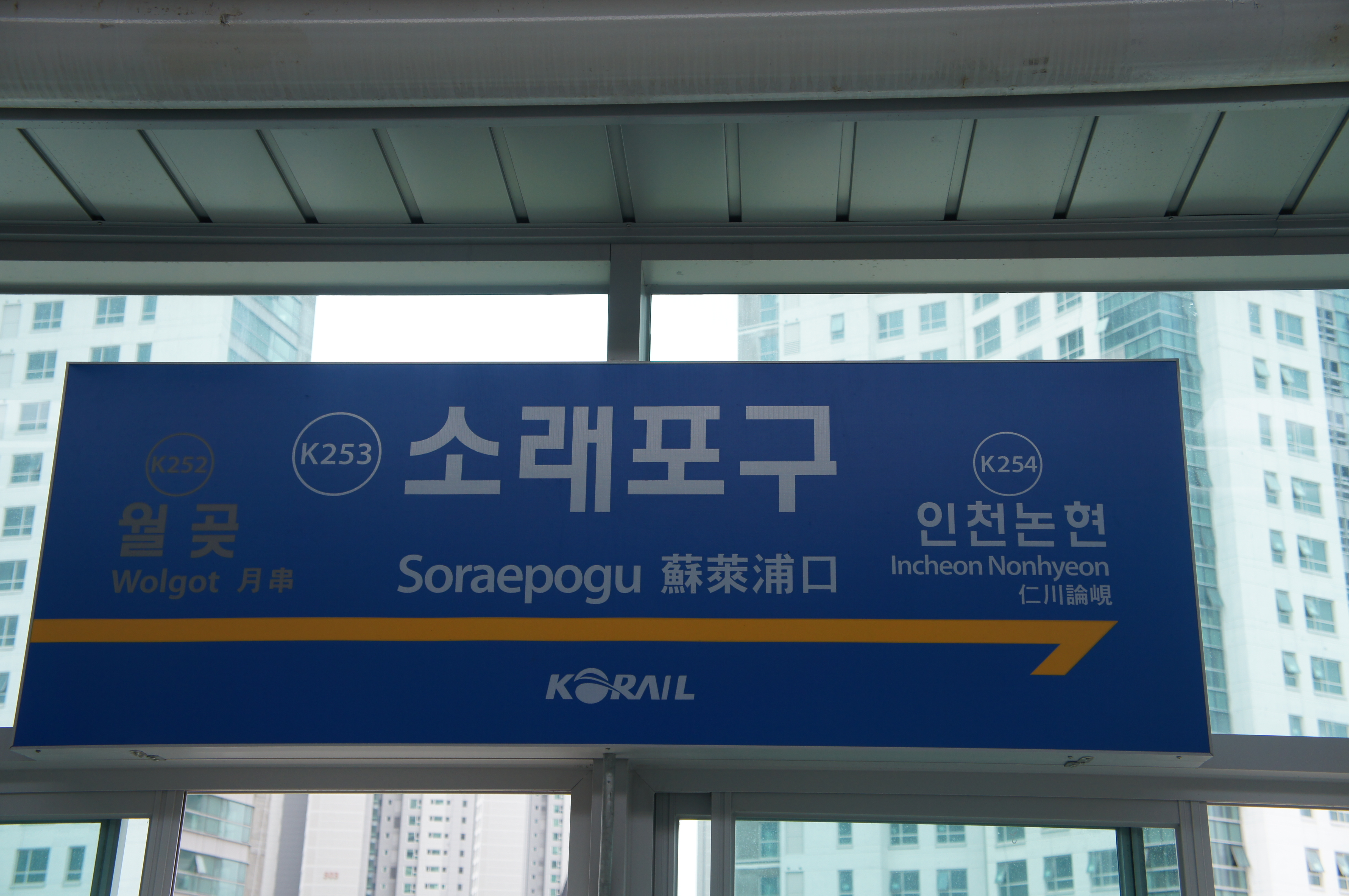
站名牌（水仁線時期）
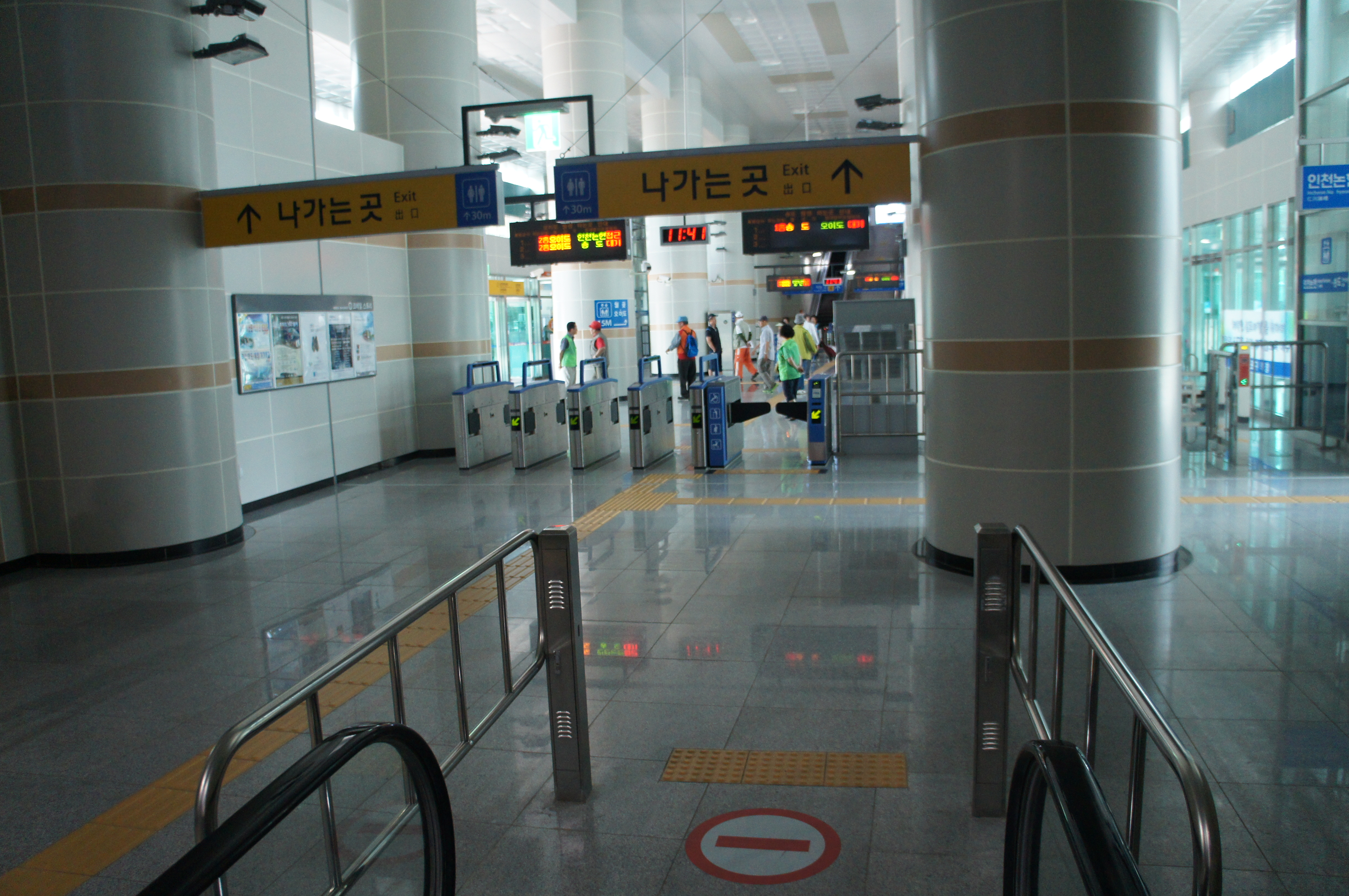
剪票閘口
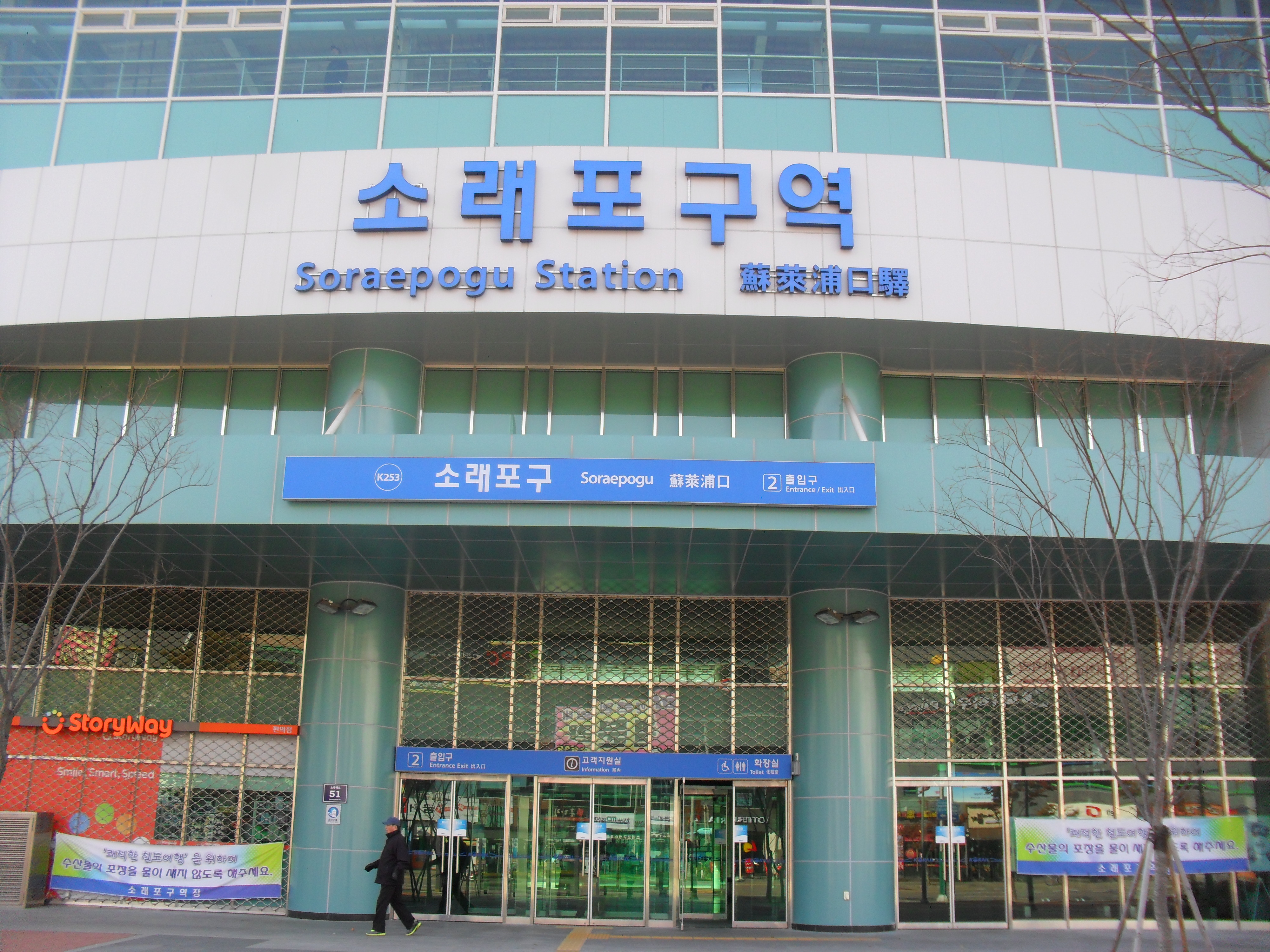
2號出口
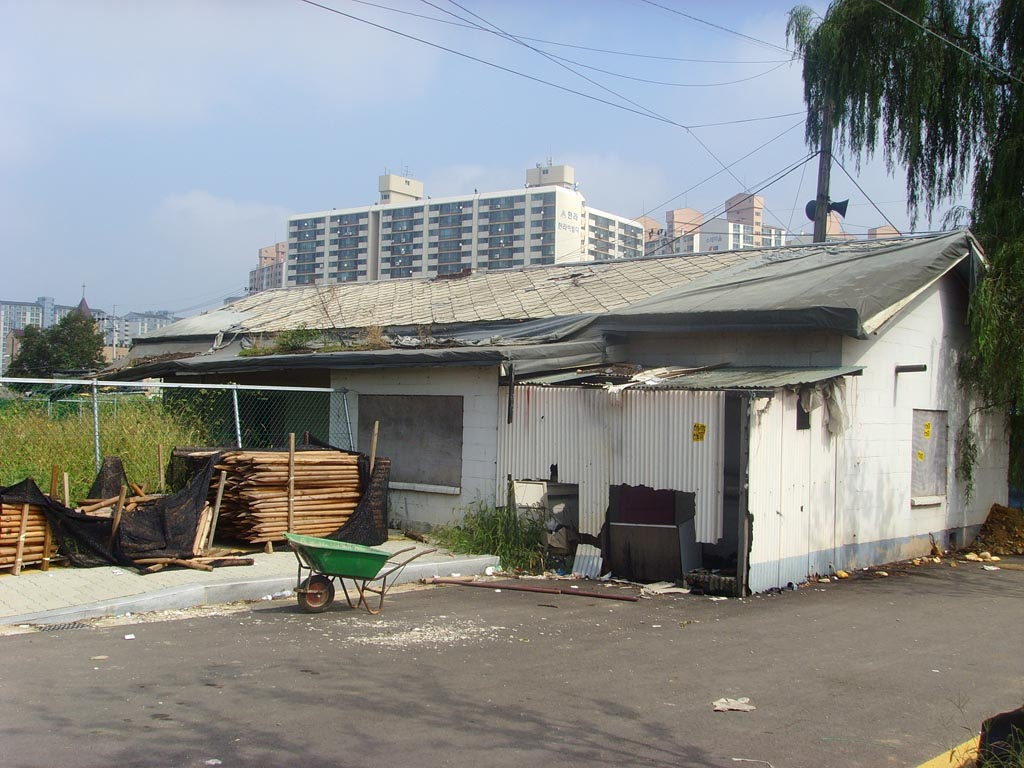
舊站殘舍

## 相鄰車站
韓國鐵道公社
●首都圈電鐵水仁·盆唐線
水仁急行
烏耳島（K258）－蘇萊浦口（K261）－仁川論峴（K262）
緩行
月串（K260）－蘇萊浦口（K261）－仁川論峴（K262）